# Saint-Martin-des-Landes

Saint-Martin-des-Landes este o comună în departamentul Orne, Franța. În 1 ianuarie 2022 avea o populație de 187 de locuitori.